# Verdienstorden der Italienischen Republik

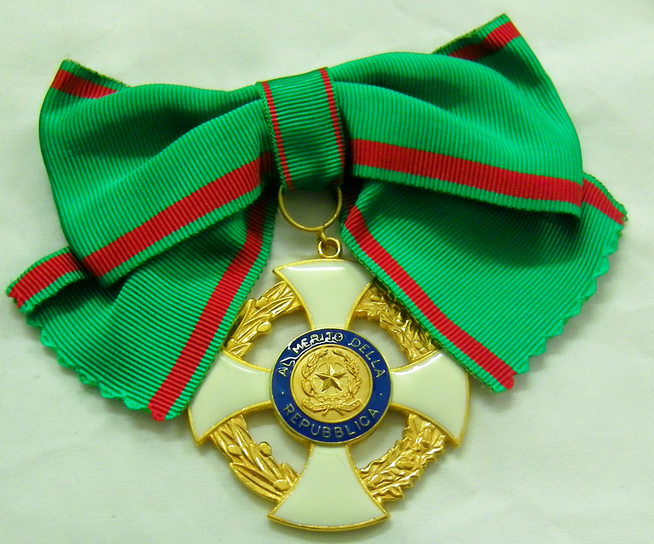
Verdienstorden der Italienischen Republik

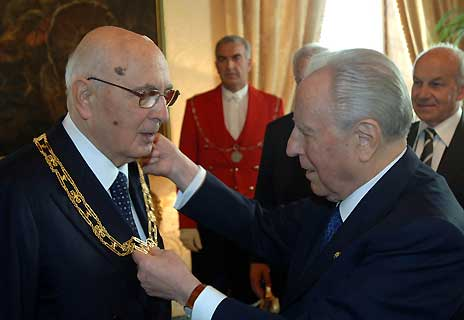
Die Präsidenten Napolitano und Ciampi bei der Übergabe des Gran Cordone

Der Verdienstorden der Italienischen Republik (italienisch Ordine al Merito della Repubblica Italiana – OMRI) wurde 1951 gestiftet. Er ist zur Belohnung für Verdienste an In- und Ausländer bestimmt, „die der Nation gegenüber auf dem Gebiet der Wissenschaft, der Literatur, der Künste, der Wirtschaft und der Erfüllung öffentlicher Aufgaben und sozialen, philanthropischen und humanitären Zwecken zugewandten Tätigkeiten erworben sind, sowie auch für lange und vorzügliche Dienste in der zivilen und militärischen Laufbahn“. Der Präsident der Italienischen Republik kann die Auszeichnung auch aus Gründen der internationalen Höflichkeit verleihen.

## Geschichte
Nach Abschaffung der Monarchie im Juni 1946 bedurfte es einer grundlegenden Neuordnung des staatlichen Auszeichnungswesens. Der mit einem Gesetz vom 3. März 1951 geschaffene Verdienstorden der Italienischen Republik ersetzte de facto den 1362 gestifteten Annunziaten-Orden und den Ritterorden der hl. Mauritius und Lazarus (1572), beide Hausorden des Königshauses Savoyen, sowie den staatlichen Zivilverdienstorden von Savoyen (1831) und den staatlichen Orden der Krone von Italien (1868). Zwei andere Orden, der Militärorden von Savoyen (1815) und der Arbeitsverdienstorden (1901), wurden hingegen in erneuerter Form von der Republik übernommen. Der Verdienstorden der Italienischen Republik ist seither der höchstrangige Verdienstorden Italiens. Im Jahr 2001 erhielt er anlässlich seines 50-jährigen Jubiläums neue Insignien.

## Ordensklassen
Der Orden besteht aus fünf Klassen sowie einer Sonderstufe, der Collane:
| Ordensklasse                                                                        | 1951 bis 2001 | ab 2001 |
| ----------------------------------------------------------------------------------- | ------------- | ------- |
| Großkreuz mit Großer Ordenskette (Cavaliere di Gran Croce decorato di Gran Cordone) |               |         |
| Großkreuz (Cavaliere di Gran Croce)                                                 |               |         |
| Großoffizier (Grande Ufficiale)                                                     |               |         |
| Komtur (Commendatore)                                                               |               |         |
| Offizier (Ufficiale)                                                                |               |         |
| Ritter (Cavaliere)                                                                  |               |         |

Die Auszeichnungen werden von Staatspräsidenten verliehen, auf Vorschlag des Ministerpräsidenten und nach Anhörung des Ordensrates. Letzterer besteht aus dem vorsitzenden Ordenskanzler und zehn weiteren Mitgliedern (bis 2015 waren es 16). Der Kanzler und die weiteren Mitglieder des Ordensrates werden nach Anhörung des Ministerrates auf Vorschlag des Ministerpräsidenten vom Staatspräsidenten für eine einmalige Periode von sechs Jahren ernannt.
In der Regel erfolgt die Erstverleihung, unter Berücksichtigung eines Mindestalters von 35 Jahren, in der Klasse des Ritters. Nur in wenigen gesetzlich geregelten Ausnahmefällen oder aus Gründen der internationalen Höflichkeit kann der Staatspräsident von dieser Regel abweichen. Eine höhere Ordensklasse kann in der Regel erst nach mindestens drei Jahren zuerkannt werden. Die Verleihungen erfolgen normalerweise jeweils am 2. Juni (Festa della Repubblica) und am 27. Dezember (Promulgation der Verfassung), bei Verleihungen an Staatsdiener bei Dienstzeitende, an Ausländer und in anderen Sonderfällen auch an anderen Tagen.
Erweist sich ein Ordensträger als unwürdig, so kann die Auszeichnung nach Anhörung des Ordensrates und auf begründeten Vorschlag des Ministerpräsidenten vom Staatspräsidenten aberkannt werden. Italienische Abgeordnete und Senatoren können nicht mit dem Verdienstorden ausgezeichnet werden.

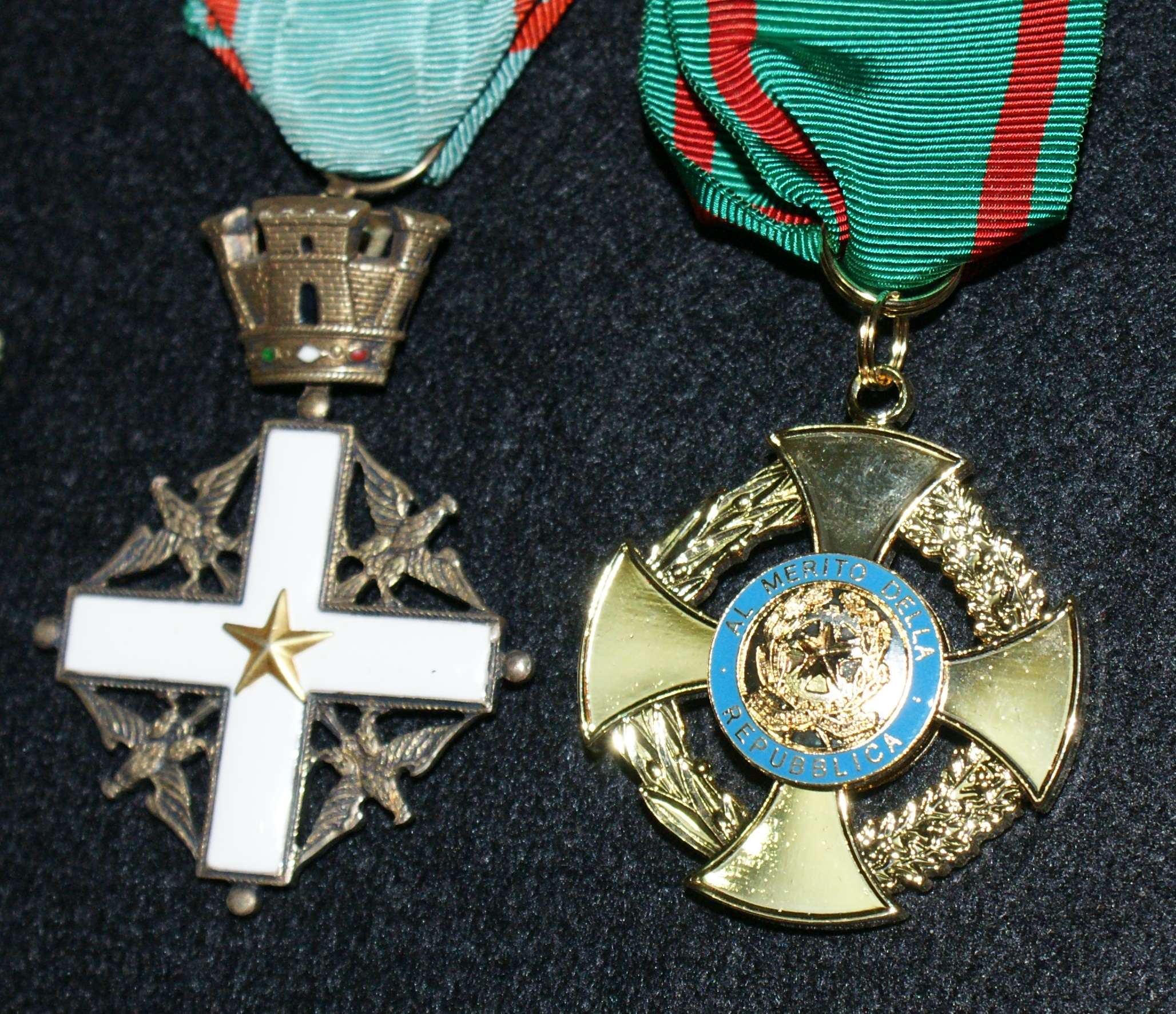
Verdienstorden, links 1. Modell (1951–2001), rechts derzeitige Ausführung

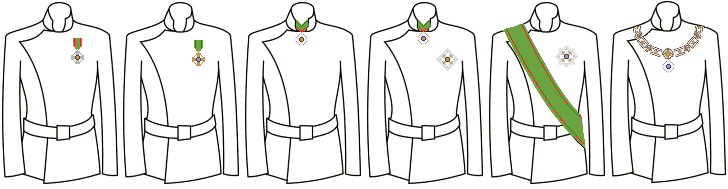
Trageweise des Ordens (v. l. n. r.) V. Klasse bis Sonderstufe

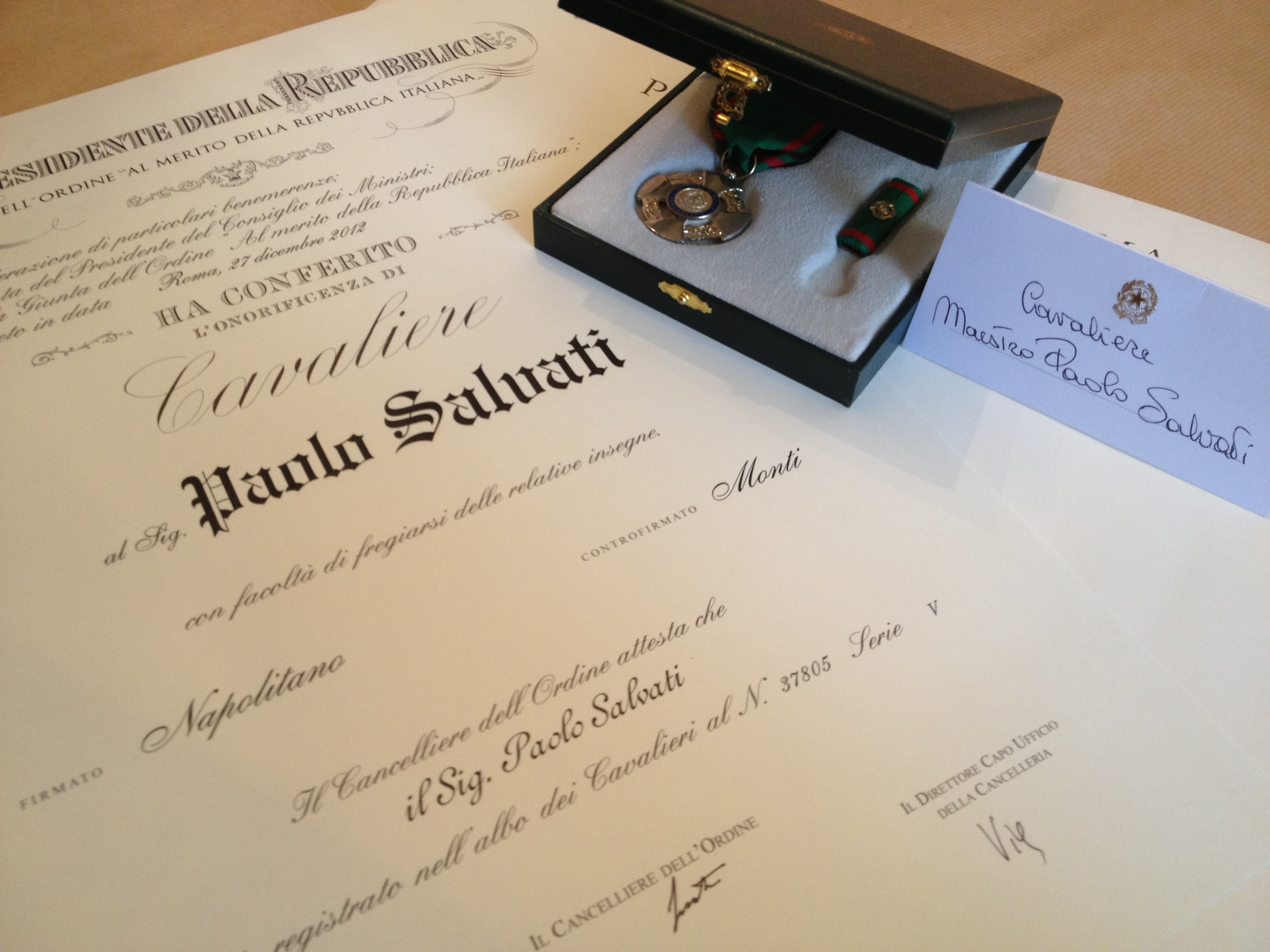
Insignien und Verleihungsurkunde für Cavaliere Paolo Salvati

## Ordensdekoration
Das Ordenszeichen, das sowohl am Band als auch an der Kette verliehen werden kann, bestand in den Jahren 1951 bis 2001 aus einem weißen, goldbordierten Kreuz, auf dessen Mitte sich ein fünfstrahliger, goldener Stern befand. Goldene Adler mit ausgebreiteten Schwingen füllten die Winkel des Kreuzes. In der Mitte jedes Kreuzbalkens befand sich eine kleine Kugel. Über der Kugel auf dem oberen Balken schwebte eine goldene Mauerkrone, die wiederum am Band oder an der Kette befestigt wurde. Das Band ist grün mit roten Seitenstreifen. Im Jahre 2001 erhielt der Orden neue Insignien, die an den alten Orden der Krone von Italien erinnern: Das Ordenszeichen ist jetzt ein weiß emailliertes Ruppertkreuz mit grünen Lorbeerkränzen in seinen Winkeln, mit einem einfachen Ring als Aufhängung und mit einem goldenen fünfstrahligen Stern im Mittenmedaillon.

## Ordensträger
Das Großkreuz mit Großer Ordenskette (Cavaliere di Gran Croce decorato di Gran Cordone) ist eine Amtsinsignie des italienischen Staatspräsidenten. Als höchstes Ehrenzeichen wird es fast nur an ausländische Staatsoberhäupter verliehen. Es handelt sich de facto um den Nachfolger des Annunziaten-Ordens.
Den Gran Cordone erhielt als erstes ausländisches Staatsoberhaupt im Dezember 1952 König Paul I. von Griechenland und als erstes weibliches Staatsoberhaupt im Mai 1958 Königin Elisabeth II. Dem syrischen Präsidenten Baschar al-Assad wurde die Auszeichnung im September 2012 aberkannt.
Das Großkreuz (Cavaliere di Gran Croce) wurde (einschließlich der Sonderstufe mit großer Ordenskette) bis Dezember 2015 8.936-mal verliehen, die Ordensklasse Großoffizier (Grande Ufficiale) 24.450-mal, der Komtur (Commendatore) 46.914-mal, der Offizier (Ufficiale) 31.446-mal und der Ritter (Cavaliere) 135.448-mal.
Für die Verleihung der Auszeichnungen in den fünf Ordensklassen (ohne Sonderstufe) gelten jährlich vom Ministerrat festgesetzte Obergrenzen. Für die Jahre 2023 und 2024 wurden jeweils maximal 3500 Auszeichnungen festgelegt, davon 20 in der Klasse Großkreuz, 80 Großoffiziere, 300 Komture, 500 Offiziere und 2600 Ritter.